# Insula Henderson (Insulele Pitcairn)
Insula Henderson (denumită în trecut și San Juan Bautista și Insula Elizabeth) este o insulă nelocuită din sudul Oceanului Pacific, făcând parte din grupul Insulelor Pitcairn. Are o suprafață de 37,3 km2 și se află la 193 km de Insula Pitcairn. Se află în Patrimoniul Mondial UNESCO.